# Cessna Citation
Cessna Citation je družina dvomotornih reaktivnih poslovnih letal ameriškega proizvajalca Cessna. Vsa letala imajo za pogon dva turboventilatorska motorja, se pa letala močno razlikujejo po specifikacijah od modela do modela. Družina je razdeljena v 6 poddružin. 
Citation je ena izmed najbolj uspešnih serij reaktivnih poslovnih letal. 

## Modeli
- FanJet 500, prototip, ki je prvič poletel 15. septembra 1969.[1]
  - Citation I (Model 500), sprva imenovan Citation 500, eno izmed prvih lahkih letal s turboventilatorskih motorjem[2] Oldest flying Citation I

- - Citation I/SP (Model 501) certificirana, da jo lahko leti samo en pilot[3]
  - Citation II (Model 550), povečan Model 500[4][5]
    - T-47 (Model 552), vojaška oznaka za Citation II[6]
    - Citation II/SP (Model 551) certificirana, da jo lahko leti samo en pilot[4][7]
    - Citation S/II (Model S550) .[4][8]
    - Citation Bravo (Model 550) izboljšana II in S/II z novimi motorji PW530A, pristajalnim podvozjem in Primus 1000 avioniko.[9][10]Skupno 337 zgrajenih letal[11]

  - Citation V (Model 560), povečana Citation II/SP JT15D-5A[12][13]
    - Citation Ultra (Model 560) izboljšana Citation V z motorji JT15D-5D in EFISom [13] USMC UC-35D at Mojave
      - UC-35A in UC-35C vojaška verzija Ciation V Ultra[14]

    - Citation Encore (Model 560) izboljšana Citation Ultra z motorji PW535A in drugimi izboljšavami
      - UC-35B in UC-35D vojaška verzija Citation Encore
      - Citation Encore+ (Model 560) izboljašana Encore s FADECom in izboljšano avioniko
- Citation III (Model 650), povsem nov dizajn[15][16][17]
  - Citation IV Izboljšana Citation III, kasneje preklican
  - Citation VI (Model 650)
  - Citation VII (Model 650), izboljšana Citation III, v proizvodnji od 1992 do 2000[15][18]
- Citation X (Model 750) (X - Desetka), povsem nov dizajn, najhitrehpe civilno letalo po upokojitvi Tu-144.[19] [20]

- Citation Excel (Model 560XL), ima skrajšan trup od Citation X, krila od V Ultra, V-rep in nove motorje PW545A[21][22]
  - Citation XLS, razvita iz Ciation Excel
  - Citation XLS+ s FADECom in izboljšano avioniko[23]
- Citation Sovereign (Model 680), ima podaljšan trup od Excel in povsem novo krilo z majhnim naklonom[24][25][26]

- CitationJet (Model 525), skoraj povsem nov dizajn[27]
  - CJ1 (Model 525) izboljšana CitationJet
    - CJ1+ (Model 525)  izboljpana CJ1 z novimi motorji, avioniko in FADECom[28][29]
    - Citation M2

  - CJ2 (Model 525A) podaljšana CJ1
    - CJ2+ (Model 525A) izboljšana CJ[30]

  - CJ3 (Model 525B) podaljšana CJ2[31]
  - CJ4 (Model 525C) podaljšana CJ3, z novimi motorji Williams FJ44-4 in krilom od Sovereign[32][33]
  - Model 526 vojaška verzija razvita za razpis JPATS competition.[34]
- Citation Mustang (Model 510), povsem novi zelo lahki reaktivec

(VLJ)
- Citation Columbus (Model 850), z velikom kabino in medcelinskim dosegom, pozneje preklican[36]0
- Citation Latitude (Model 680A) - projekt oznanjen oktobra 2011, z motorji PW306D [37]
- Citation Longitude - projekt oznanjen maja 2012, z novimi motorji Snecma Silvercrest [38]

## Letala Cessna Citation
- Cessna Citation I / I/SP
- Cessna Citation II/SII/Bravo
- Cessna Citation III/VI/VII
- Cessna Citation V/Ultra/Encore
- Cessna Citation X
- Cessna Citation Excel/XLS/XLS+
- Cessna CitationJet/CJ serija
- Cessna Citation Sovereign
- Cessna Citation Mustang
- Cessna Citation Columbus

## Konkurenča letala
- Beechjet 400
- Bombardier Challenger
- Dassault Falcon
- Hawker 800
- Learjet 35/36
- Learjet 45